# カラ岳
カラ岳（カラだけ）は、八重山諸島石垣島（行政区分は沖縄県石垣市）の白保地区北方に位置する山である。標高135.9メートル。カーラ岳とも呼ばれる。石垣島東部の白保地区北側の海岸近くに孤立して位置する山である。山肌は、木が生えておらず、全面が草地で覆われている。
海からの風がぶつかって上昇気流が起きやすいことと、草地であることから、パラグライダーの絶好のポイントとなっている。

## 空港建設
石垣市では、滑走路が1,500メートルと短いため、大型機の離着陸ができない（旧）石垣空港に代わる新石垣空港（現名称：石垣空港）の建設がかねてから構想されていた。
新石垣空港は、当初、白保地区沖合に計画されていた（白保海上案）が、世界的に貴重な白保サンゴ礁への影響が懸念されることから、代替案としてカラ岳東側の海上に建設するカラ岳東側案が発表された。しかし、これも白保サンゴ礁の北側に連なるサンゴ礁の海域の埋め立てを伴うものであったため反対が続き、最終的にはカラ岳南側の陸上に建設するカラ岳陸上案に決定された。
カラ岳陸上案においては、カラ岳が一部（27万m3）切削されることとなっており、赤土流出による白保サンゴ礁への影響を懸念する声もある。
新石垣空港は2006年10月に着工、カラ岳の切削工事は2009年9月17日に着工された。2013年3月2日開港式典が開かれ、同年3月7日より供用開始された。